# 荚蒾叶悬钩子
荚蒾叶悬钩子（学名：Rubus viburnifolius）是蔷薇科悬钩子属的植物，为中国的特有植物。分布在中国大陆的云南等地，生长于海拔1,800米至3,000米的地区，一般生于干燥坡地以及杂木林内，目前尚未由人工引种栽培。

## 异名
- Rubus evadens Focke